# Jerzy Stańczykowski
Jerzy Stańczykowski ps. „Jurek” (ur. 26 kwietnia 1921 w Warszawie, zm. 25 lutego 2014) – polski żołnierz podziemia niepodległościowego w czasie II wojny światowej, kapral podchorąży Armii Krajowej, uczestnik powstania warszawskiego, mgr. inż. elektryk.

## Życiorys
Uczeń warszawskiej Szkoły Wawelberga i Rotwanda. W czasie II wojny światowej, w konspiracji od 1942 r., w ramach Dywizjonu Motorowego batalionu „Gozdawa” Obszaru Warszawskiego AK w strukturach, którego brał udział w powstaniu warszawskim na terenie Starego Miasta (ranny 21 sierpnia) i Śródmieścia. Następnie w niewoli niemieckiej jako jeniec stalagów XI-A Altengrabow i X-B Sandbostel. Po wojnie wieloletni pracownik przedsiębiorstwa „PROCHEM”.

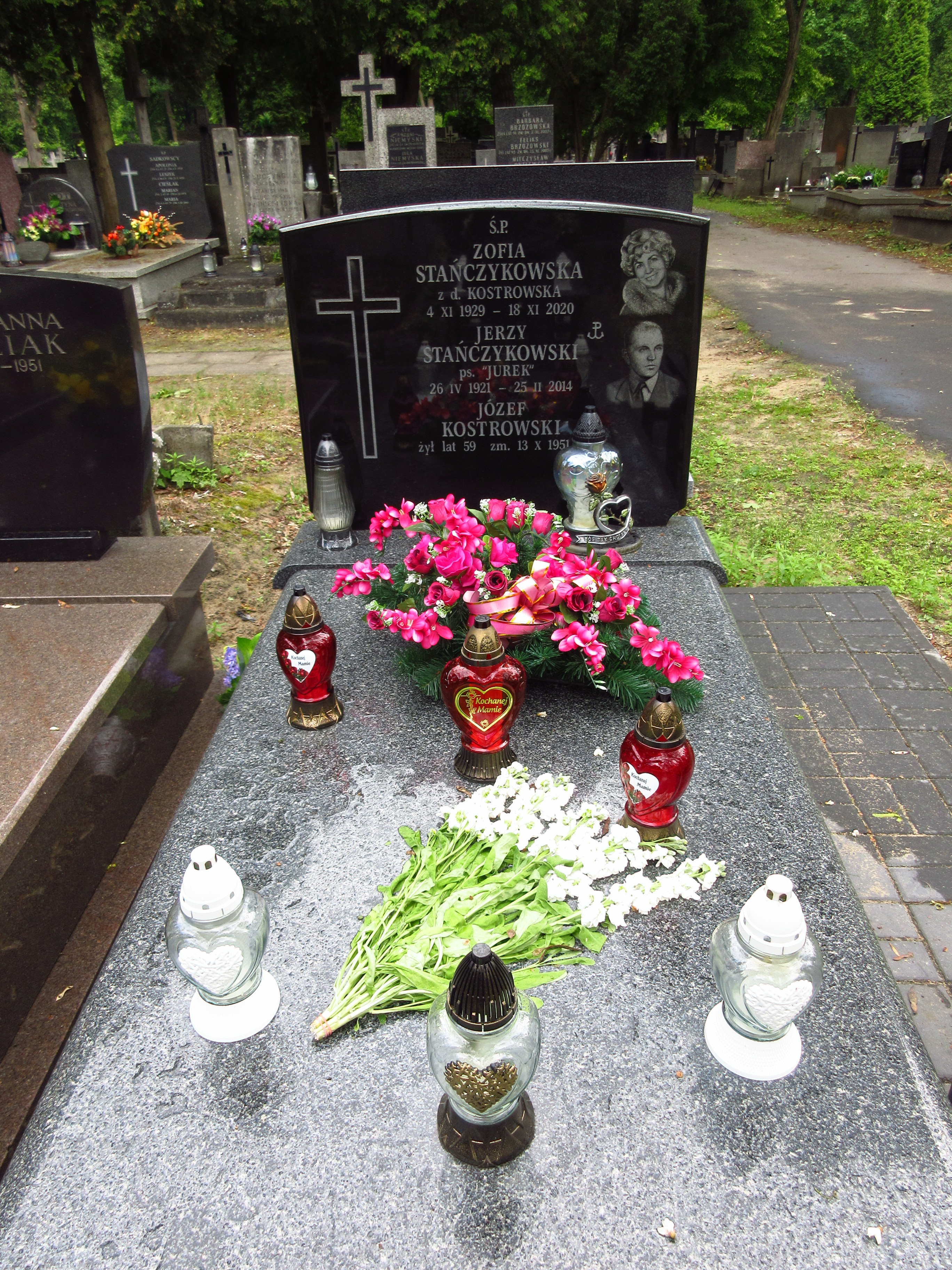
Grób Jerzego Stańczykowskiego na Cmentarzu Bródnowskim.

Zmarł 25 lutego 2014 r. Pochowany 6 marca na cmentarzu Bródnowskim w Warszawie (kwatera 55C-2-31).

## Wybrane odznaczenia
- Krzyż Kawalerski Orderu Odrodzenia Polski
- Złoty Krzyż Zasługi
- Krzyż Armii Krajowej
- Warszawski Krzyż Powstańczy
- Medal za Warszawę 1939-1945 r.
- Medal Zwycięstwa i Wolności 1945 r.